# Robert Parrish
Robert „Bob“ Parrish (* 4. Januar 1916 in Columbus, Georgia; † 4. Dezember 1995 in Southampton, Long Island) war ein US-amerikanischer Filmeditor, Filmregisseur, Autor und Kinderschauspieler.

## Leben und Werk
Robert Parrish, Sohn des Coca-Cola-Verkäufers Gordon R. Parrish und der Schauspielerin Laura Parrish (1887–1977), stand bereits als Kind und Jugendlicher in kleineren Rollen vor der Kamera, unter anderem in Filmklassikern wie Friedrich Wilhelm Murnaus in den USA gedrehten Liebesdrama Sonnenaufgang – Lied von zwei Menschen (1927), dem Antikriegs-Klassiker Im Westen nichts Neues (1930) und dem Western Der große Treck (1930). In Charlie Chaplins Tragikomödie Lichter der Großstadt (1931) belästigte er als frecher Zeitungsjunge Chaplins Tramp. 
Obwohl er noch bis zum Jahr 1938 regelmäßige Schauspielrollen übernahm, arbeitete er ab 1935 als Filmeditor (Cutter) – zunächst nur als Assistent, später zusehends als Chefeditor. Insbesondere Regisseur John Ford beschäftigte Parrish regelmäßig, unter anderem auch für seinen Filmklassiker Früchte des Zorns. Während des Zweiten Weltkriegs erstellte Parrish auch den Schnitt einiger Kriegsberichterstattungen, für die ebenfalls John Ford verantwortlich war. Hierzu zählen unter anderem der mit dem Oscar prämierte Dokumentarfilm Schlacht um Midway (The Battle of Midway) und, nach Ende des Krieges, Der Nazi-Plan (The Nazi Plan), der im Nürnberger Prozess gegen die Hauptkriegsverbrecher im Gerichtssaal gezeigt wurde. Nach dem Krieg arbeitete er in Hollywood weiter als Editor und erhielt für den Film Jagd nach Millionen (Body and Soul) den Oscar für den besten Schnitt. 
Im Jahr 1951 gab er dann sein Debüt als Filmregisseur mit dem Film noir Cry Danger, in dem Dick Powell auf Rache gegenüber denen sinnt, die ihn einst unschuldig ins Gefängnis gebracht hatten. Er konnte sich als Regisseur in Hollywood etablieren und drehte viele Western. Einer seiner anerkanntesten Filme war das in Großbritannien gedrehte Kriegsdrama Flammen über Fernost mit Gregory Peck in der Hauptrolle. Bis in die 1980er-Jahre arbeitete er als Regisseur für insgesamt rund 20 Filme.
Parrish veröffentlichte die zwei Autobiografien Growing Up In Hollywood (1976) und Hollywood Doesn't Live Here Anymore (1988). Er verstarb im Jahr 1995, einen Monat vor seinem 80. Geburtstag.

## Filmografie (Auswahl)

### Schauspieler
- 1927: Sonnenaufgang – Lied von zwei Menschen (Sunrise: A Song of Two Humans)
- 1928: Four Sons
- 1929: Die ungekrönte Königin (The Divine Lady)
- 1930: Der große Treck (The Big Trail)
- 1930: Im Westen nichts Neues (All Quiet on the Western Front)
- 1930: The Right to Love
- 1931: Lichter der Großstadt (City Lights)
- 1932: Spiel am Abgrund (The Miracle Man)
- 1933: Dr. Bull (Doctor Bull)
- 1933: Revolution der Jugend (This Day and Age)
- 1935: Der Verräter (The Informer)
- 1936: Der Gefangene der Haifischinsel (The Prisoner of Shark Island)
- 1936: One in a Million
- 1937: Thin Ice
- 1937: … und ewig siegt die Liebe (History Is Made at Night)

### Editor
- 1935: Der Verräter (The Informer)
- 1939: Der junge Mr. Lincoln (Young Mr. Lincoln)
- 1940: Früchte des Zorns (The Grapes of Wrath)
- 1942: Schlacht um Midway (The Battle of Midway) (Dokumentarfilm)
- 1943: Der 7. Dezember (December 7th) (Dokumentarfilm)
- 1945: Der Nazi-Plan (The Nazi Plan) (Dokumentarfilm)
- 1947: Jagd nach Millionen (Body and Soul)
- 1947: Ein Doppelleben (A Double Life)
- 1948: Eine Frau zuviel (No Minor Vices)
- 1949: Gefangen (Caught)
- 1950: Die Männerfeindin (A Woman of Distinction)

### Regisseur
- 1951: Cry Danger
- 1951: Die Spur führt zum Hafen (The Mob)
- 1951: Frauenraub in Marokko (Ten Tall Men)
- 1952: Menschenjagd in San Francisco (The San Francisco Story)
- 1952: Budapest antwortet nicht (Assignment – Paris!)
- 1952: My Pal Gus
- 1953: Schuß im Dunkel (Rough Shoot)
- 1954: Flammen über Fernost (The Purple Plain)
- 1955: Ich will, daß du mich liebst (Lucy Gallant)
- 1957: Spiel mit dem Feuer (Fire Down Below)
- 1958: Vom Teufel geritten (Saddle in the Wind)
- 1959: Heiße Grenze (The Wonderful Country)
- 1963: Plaisirs d’amour (In the French Style)
- 1965: Der Tag danach (Up From the Beach)
- 1967: Casino Royale
- 1967: Bobo ist der Größte (The Bobo)
- 1968: Duffy, der Fuchs von Tanger (Duffy)
- 1969: Unfall im Weltraum (Doppelgänger)
- 1971: Kein Requiem für San Bastardo (A Town Called Hell)
- 1974: Fluchtpunkt Marseille (The Marseille Contract)
- 1983: Mississippi Blues (Dokumentarfilm)